# 8 Queen of J-Pop
Albums de Cute
Dai Nana Shō
(08 février 2012) Cmaj9
(23 décembre 2015)
Compilations par Cute
2 Cute Shinseinaru Best
(21 nov. 2012)
Singles
1. Aitai Aitai Aitai na
Sortie : 5 septembre 2012
2. Kono Machi
Sortie : 6 février 2013
3. Crazy Kanzen na Otona
Sortie : 3 avril 2013
4. Kanashiki Amefuri / Adam to Eve no Dilemma
Sortie : 10 juillet 2013

8 Queen of J-Pop (graphié : "⑧ Queen of J-POP") est le huitième album original du groupe Cute, sorti en 2013.

## Présentation
L'album, écrit, composé et produit par Tsunku (sauf une reprise), sort le 4 septembre 2013 au Japon sur le label zetima, un an et demi après le précédent album original du groupe, Dai Nana Shō Utsukushikutte Gomen ne (entre-temps est sortie sa compilation 2 Cute Shinseinaru Best Album). Il atteint la 6e place du classement des ventes de l'Oricon, et reste classé pendant cinq semaines. Il sort aussi en deux éditions limitées notées "A" et "B" avec des pochettes différentes et un DVD différent en supplément (le DVD "A" contient des extraits d'un concert de la tournée 2013 du groupe, et celui du "B" contient deux clips et un making of).
L'album contient onze chansons, dont les cinq chansons-titres des quatre précédents singles du groupe sortis après la compilation : Aitai Aitai Aitai na, Kono Machi (reprise d'un titre de Chisato Moritaka), Crazy Kanzen na Otona, et le "double face A" Kanashiki Amefuri / Adam to Eve no Dilemma. Chacune des cinq membres du groupe est mise en avant sur une des nouvelles chansons de l'album.

## Formation
Membres créditées sur l'album :
- Maimi Yajima
- Saki Nakajima
- Airi Suzuki
- Chisato Okai
- Mai Hagiwara

## Liste des titres
Toutes les chansons sont écrites et composées par Tsunku, sauf n°11 (Chisato Moritaka / Hideo Saitô).
| 1.  | Bagel ni Ham & Cheese (ベーグルにハム＆チーズ)                                                    | Par Airi Suzuki        |  |
| 2.  | Namida mo Denai Kanashiku mo Nai Nanni mo Shitakunai (涙も出ない 悲しくもない なんにもしたくない) | Par Mai Hagiwara       |  |
| 3.  | Kanashiki Amefuri (悲しき雨降り)                                                                  | 22e single (co-face A) |  |
| 4.  | Tadori Tsuita Onna Senshi (たどり着いた女戦士)                                                    |                        |  |
| 5.  | Crazy Kanzen na Otona (Crazy 完全な大人)                                                          | 21e single             |  |
| 6.  | Nichiyōbi wa Daisuki yo (日曜日は大好きよ)                                                        | Par Maimi Yajima       |  |
| 7.  | Airu Hodo Ai o Kudasai (浴びる程の愛をください)                                                   | Par Chisato Okai       |  |
| 8.  | Aitai Aitai Aitai na (会いたい 会いたい 会いたいな)                                               | 19e single             |  |
| 9.  | Adam to Eve no Dilemma (アダムとイブのジレンマ)                                                   | 22e single (co-face A) |  |
| 10. | Watashi ga Honki o Dasu Yoru (私が本気を出す夜)                                                   | Par Saki Nakajima      |  |
| 11. | Kono Machi (この街)                                                                               | 20e single             |  |

| 1. | "Cute Concert Tour 2013 Haru ~Treasure Box~" Live (...) (「℃-uteコンサートツアー2013春～トレジャーボックス～」LIVE映像) |  |

| 1. | Bagel ni Ham & Cheese (Music Video) (ベーグルにハム&チーズ...)       |  |
| 2. | Crazy Kanzen na Otona (Crazy Dance Ver.) (Crazy 完全な大人...)       |  |
| 3. | Album Commentary & Making Eizô (アルバムコメンタリー&メイキング映像) |  |